# Michaił Siamionau
Michaił Siamionau (biał. Міхаіл Уладзіміравіч Сямёнаў; ros. Михаил Семёнов, Michaił Siemionow;  ur. 30 lipca 1984 w Mińsku) – białoruski zapaśnik w stylu klasycznym, brązowy medalista olimpijski, wicemistrz Europy.
Brązowy medalista igrzysk olimpijskich w Pekinie w 2008 roku w kategorii do 66 kg. 
Pięciokrotny uczestnik mistrzostw świata, zajął dwudzieste miejsce w 2005. Trzeci w Pucharze Świata 2011 i 2013. Jedenasty na igrzyskach europejskich w 2015 roku.